# A totes (pel·lícula de 2000)
A totes (títol original: Bring It On) és una pel·lícula estatunidenca dirigida per Peyton Reed estrenada el 2000. Ha estat doblada al català

## Argument
L'equip de cheerleaders de Ranxo Carno High School, els Toros, és el millor i compta guanyar els campionats nacionals per sisena vegada consecutiva. Però quan Torrance, novament elegida capitana, descobreix amb l'ajuda de Missy, una nova recluta, que les seves successions i les seves coreografies pertanyen de fet als East Compton Clovers, un equip de cheerleaders dels barris baixos que l'ex-capitana « Big Red » filmava amb la finalitat de reproduir els seus passos, els Toros invictes des de fa 6 anys al títol de campions nacionals tenen llavors un seriós problema. Ràpidament han de crear una nova coreografia per participar i assolir els campionats, i així provar que són realment els millors.

## Repartiment
- Kirsten Dunst: Torrance Shipman
- Eliza Dushku: Missy Pantone
- Jesse Bradford: Cliff Pantone
- Gabrielle Union: Isis
- Clare Kramer: Courtney
- Nicole Bilderback: Whitney
- Tsianina Joelson: Darcy
- Rini Bell: Kasey
- Nathan West: Ian
- Richard Hillman: Aaron
- Huntley Ritter: Les
- Ian Roberts: Sparky Polastri
- Shamari Fears: Lava
- Natina Reed: Jenelope
- Brandi Williams: Lafred
- Lindsay Sloane: Big Red
- Holmes Osborne: Bruce Shipman
- Sherry Hursey: Christine Shipman
- Bianca Kajlich: Carver
- Cody McMains: Justin Shipman
- Riley Smith: Tim

## Al voltant de la pel·lícula
- El rodatge s'ha desenvolupat d'octubre 1999 a febrer 2000 a Chula Vista (l'estadi de futbol), Oceanside i San Diego.

## Premis i nominacions
- Premi al millor segon paper femení per a Gabrielle Union, en els premis Black Reel l'any 2001.
- Nominació al premi de la millor actriu a un film de comèdia per a Kirsten Dunst, en els premis Blockbuster Entertainment l'any 2001.
- Nominació al premi de la millor escena de dansa (seqüència d'obertura), en els premis MTV  l'any 2001.
- Nominació al Premis Young Artist a la millor jove actriu en un paper principal per a Kirsten Dunst l'any 2001.
- Premi del públic, en el Festival internacional del cinema per als nens i per als joves (Zlín) l'any 2001.

## Saga Bring It On
- 2004: Bring It On: Again, de Damon Santostefano
- 2006: Bring It On: All Or Nothing, de Steve Rash
- 2008: Bring It On: In It to Win It, de Steve Rash
- 2009: Bring It On: Fight to the Finish, de Bille Woodruff
- 2017: Confrontation Mundial de Robert Adetuyi